# Bình Giáo
Bình Giáo là một xã thuộc huyện Chư Prông, tỉnh Gia Lai, Việt Nam.
Xã Bình Giáo có diện tích 42,95 km², dân số năm 2002 là 4.581 người, mật độ dân số đạt 107 người/km².